# Орем (Јута)
Орем (енгл. Orem) град је у америчкој савезној држави Јута.

## Демографија
По попису из 2010. године број становника је 88.328, што је 4.004 (4,7%) становника више него 2000. године.
| Група             | 2000.          | 2010.          |
| Белци             | 73.076 (86,7%) | 68.433 (77,5%) |
| Афроамериканци    | 280 (0,3%)     | 633 (0,7%)     |
| Азијати           | 1.226 (1,5%)   | 1.713 (1,9%)   |
| Хиспаноамериканци | 7.217 (8,6%)   | 14.224 (16,1%) |
| Укупно            | 84.324         | 88.328         |